# 奧爾巴尼鎮區 (內布拉斯加州哈倫縣)
奧爾巴尼鎮區（英語：Albany Township）是位於美國內布拉斯加州哈倫縣的一個行政鎮區。

## 地方資料
奧爾巴尼鎮區的面積為92.29平方千米，皆為陸地。根據2020年美國人口普查的數據，當地共有人口81人，而人口密度為每平方千米0.88人。